# TALKIN' CRUISIN'
『TALKIN' CRUISIN'』（トーキン・クルージン）は、2021年4月4日から2022年3月27日までZIP-FMで放送されていたラジオ番組である。

## 概要
2021年3月までは「ARTIST PROGRAM」の枠であったが、2021年春改編により毎週ナビゲーターが変わり（ただし「ARTIST PROGRAM」の枠をナビゲートしているアーティストが加わる場合がある）、週替わりで普段ナビゲートする番組とは異なる個性を見出すスペシャルプログラムというコンセプトで新設された番組である。基本的に録音における本放送だが、録音における再放送や生放送における本放送も不定期に実施している。
共通ハッシュタグは「#ときくる」。

## 過去の放送一覧
| 放送日  | タイトル                                                                               | ナビゲーター                | 内容 | 備考  |
| ------- | -------------------------------------------------------------------------------------- | --------------------------- | --- | ----- |
| 4月04日 | 聖火リレーランナー前夜(生放送)                                                         | ジェイムス・ヘイブンス      | 4月5日に愛知県の聖火ランナーとして走ることを目前に、ジェイムスが自身の心境を語る生放送。 |       |
| 4月11日 | LIFE WITH WINE                                                                         | AZUSA                       | ゲストにソムリエの藤原留衣を迎え、ロゼワインの魅力について語る1時間。 |       |
| 4月18日 | 本について語る。                                                                       | 鉄平 小林拓一郎 矢方美紀    | この街で新たな一歩を踏み出す（踏み出した）若者に贈る１冊を各ナビゲーターがセレクトし、ビブリオバトル風に推していく番組。                                                                                            |       |
| 4月25日 | ZIP-FM SPECIAL PROGRAM The Voice of Generation Z 〜Z世代が問う原爆と平和教育〜         | 石井七瀬                    | 広島生まれの21歳Z世代ナビゲーターの石井七瀬が、原爆の日（8月6日）に鐘が鳴らない名古屋で3回目の春を迎えた中、どのような未来を想像して大人は子供たちに平和について伝えているのか、ゲストを招きながら石井が語る1時間。 | [ 1 ] |
| 5月02日 | コロナでどうなる⁉これからのエンタテインメント                                          | 神原真理                    | コロナ前、コロナ禍の社会の変化、エンタテインメントの今後について、専門家の意見を神原がうかがう1時間。 |       |
| 5月09日 | The Way                                                                                | 荒戸完                      | 荒戸完とその仲間たちが、自由を求めて気ままにバイクで旅に出る。 この不自由な世界で、この1時間だけは、ZIP-FMからの音に身を任せて、風を感じて、自由を感じる1時間。                                                     |       |
| 5月16日 |                                                                                        | 野田つばさ                  | 野田つばさがZIP-FMのTikTok局公式アカウントを乗っ取り、バズらせるために奮闘する企画をオンエア。 |       |
| 5月23日 | TALKIN' CRUISIN' -Hawaiian Style-                                                      | 高木マーガレット            | ハワイ生まれのナビゲーター・高木マーガレットがハワイの文化・魅力を紹介し、 マギーのハワイアンネームの話、ハワイアングルメによる「まんちたいむ」、ウクレレチャレンジなど、ハワイの雰囲気を楽しむ1時間。              |       |
| 5月30日 | TALKIN‘ CRUISIN’ ナイスキャンプパー                                                    | MEGURU                      | |       |
| 6月06日 |                                                                                        | 中川大輔                    | |       |
| 6月13日 |                                                                                        | 清里千聖 白井奈津           | |       |
| 6月20日 |                                                                                        | AZUSA                       | |       |
| 6月27日 |                                                                                        | BANTY FOOT JUN YO!YO!YOSUKE | |       |
| 7月04日 |                                                                                        | 神原真理                    | ヤイリギター |       |
| 7月11日 |                                                                                        | 矢方美紀                    | 大相撲 |       |
| 7月18日 | ZIP-FM SPECIAL PROGRAM The Voice of Generation Z 〜Z世代が問う原爆と平和教育〜(再放送) | 石井七瀬                    | 2021年日本民間放送連盟賞番組部門(ラジオ) 中部・北陸地区審査会「教養番組部門」にて当番組が1位に選出されたことを記念して再放送。                                                                                      |       |
| 7月25日 |                                                                                        | 小林拓一郎 中川大輔         | |       |
| 8月01日 |                                                                                        | 清里千聖                    | |       |
| 8月08日 |                                                                                        | IRENE                       | 郡上八幡 |       |
| 8月15日 |                                                                                        | 荒戸完                      | 岐阜ツーリング |       |
| 8月22日 |                                                                                        | 川村茉由                    | 佐久島 |       |
| 8月29日 | 読書感想文                                                                             | 鉄平 小林拓一郎 石井七瀬    | |       |
| 9月05日 |                                                                                        | 南城大輔                    | |       |
| 9月12日 |                                                                                        | DALE                        | |       |
| 9月19日 | バスケが好きだと叫びたい!                                                              | 小林拓一郎 川村茉由         | |       |
| 9月26日 | 夜のFUNNY BUDDY                                                                        | 荒戸完 川村茉由             | |       |